# Biturix hoffmannsi
Biturix hoffmannsi är en fjärilsart som beskrevs av Rothschild 1909. Biturix hoffmannsi ingår i släktet Biturix och familjen björnspinnare. Inga underarter finns listade i Catalogue of Life.